# Gymnocheta
Gymnocheta (лат.) — род двукрылых семейства тахин.

## Описание
Морфологически однородная группа внутри большой и многообразной трибы Ernestiini. Включает средних и крупных (5,0-13,0 мм) тахин довольно плотного телосложения, легко узнаваемых по металлически-зелёной окраске, которая может превращаться в оттенки металлического синего, фиолетового и красного как у живых, так у в мёртвых особей. Единственный другой род Tachininae в Европе с металлически-зелёными покровами — Chrysosomopsis, который легко отличить от Gymnocheta по жёлтым (вместо чёрных) щупикам и трём (вместо четырёх) парам постшовных дорсоцентральных щетинок.
В настоящее время известны восемь видов Gymnocheta в Палеарктике и четыре в Неарктическом регионе. Интересно, что G. viridis (Fallén) был единственным палеарктическим видом, признанным до работы Зимина (1958). Он увеличил число видов до семи, из которых три (G. flamma, G. mesnili и G. porphyrophora) были ограничены Китаем, а два (G. lucida и G. zhelochovtsevi) — Дальним Востоком России. Единственным широко распространённым видом, был G. magna, с распространением от Центральной Европы до Японии.

## Виды
Род включает следующие виды:
- Gymnocheta flamma Zimin, 1958[9]
- Gymnocheta frontalis Brooks, 1945[10]
- Gymnocheta goniata Chao, 1979
- Gymnocheta lucida Zimin, 1958[9]
- Gymnocheta magna Zimin, 1958[9]
- G. mesnili Zimin, 1958[9]
- Gymnocheta porphyrophora Zimin, 1958[9]
- Gymnocheta ruficornis Williston, 1886[11]
- Gymnocheta rufipalpis Brooks, 1945[10]
- Gymnocheta viridis (Fallén, 1810)[12]
- Gymnocheta vivida Williston, 1886[11]
- Gymnocheta zhelochovtsevi Zimin, 1958[9]